# 파트리크 헤르만
파트리크 헤르만 (Patrick Herrmann, 1991년 2월 12일, 자르브뤼켄 ~) 은 독일의 축구선수로, 현재 독일 분데스리가의 보루시아 묀헨글라트바흐에서 미드필더로 활약하고 있다.